# 589 (szám)
Az 589 (római számmal: DLXXXIX) egy természetes szám, félprím, a 19 és a 31 szorzata.

## A szám a matematikában
A tízes számrendszerbeli 589-es a kettes számrendszerben 1001001101, a nyolcas számrendszerben 1115, a tizenhatos számrendszerben 24D alakban írható fel.
Az 589 páratlan szám, összetett szám, azon belül félprím, kanonikus alakban a 191 · 311 szorzattal, normálalakban az 5,89 · 102 szorzattal írható fel. Négy osztója van a természetes számok halmazán, ezek növekvő sorrendben: 1, 19, 31 és 589.
Középpontos tetraéderszám.
Az 589 négyzete 346 921, köbe 204 336 469, négyzetgyöke 24,26932, köbgyöke 8,38247, reciproka 0,0016978. Az 589 egység sugarú kör kerülete 3700,79615 egység, területe 1 089 884,465 területegység; az 589 egység sugarú gömb térfogata 855 922 599,8 térfogategység.